# St. Augustinus (Dettelbach)

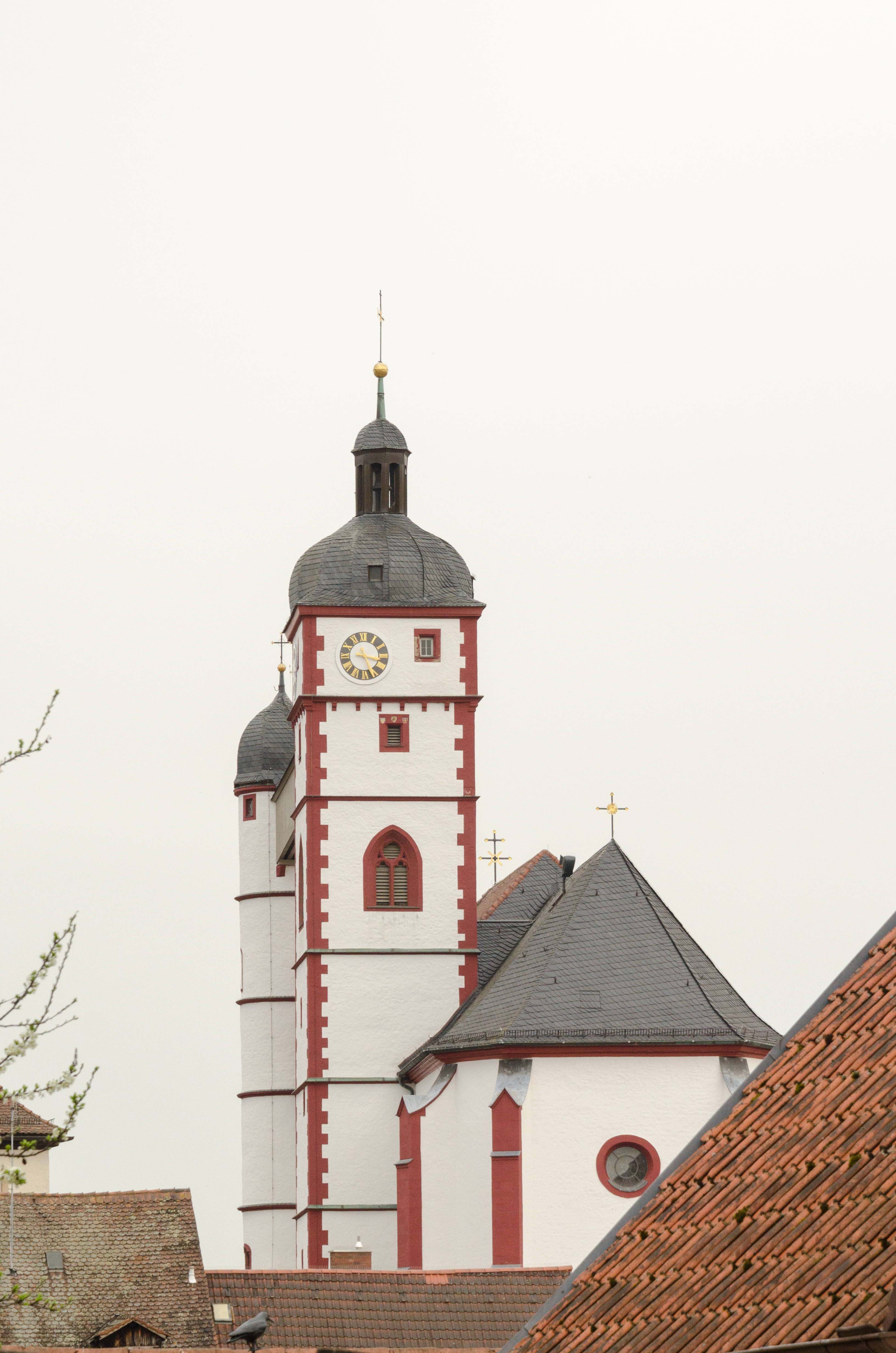
Katholische Stadtpfarrkirche St. Augustinus in Dettelbach

Die katholische Stadtpfarrkirche St. Augustinus im unterfränkischen Dettelbach ging aus einer ehemaligen Ritterburg hervor. Sie befindet sich im Zentrum der Dettelbacher Altstadt am Kirchplatz oberhalb des Marktes. Die Kirche ist heute Teil des Dekanats Kitzingen in der Diözese Würzburg.

## Geschichte
Die Augustinuskirche auf dem Kirchberg im Zentrum der Dettelbacher Altstadt ist eines der älteren Kirchenbauten in der Umgebung. Bereits im 9. oder 10. Jahrhundert dürfte eine Kapelle aus Holz errichtet worden sein. Da das besiedelte Areal zu diesem frühen Zeitpunkt auf den Berg beschränkt war, dürfte das Gotteshaus auch nahezu standortgleich mit der heutigen Kirche gewesen sein. Erstmals urkundlich genannt wurde eine Kirche in Dettelbach allerdings erst im Jahr 1295. Ritter Hartung de Tetelbach stiftete damals eine Frühmesse für die Kirche.

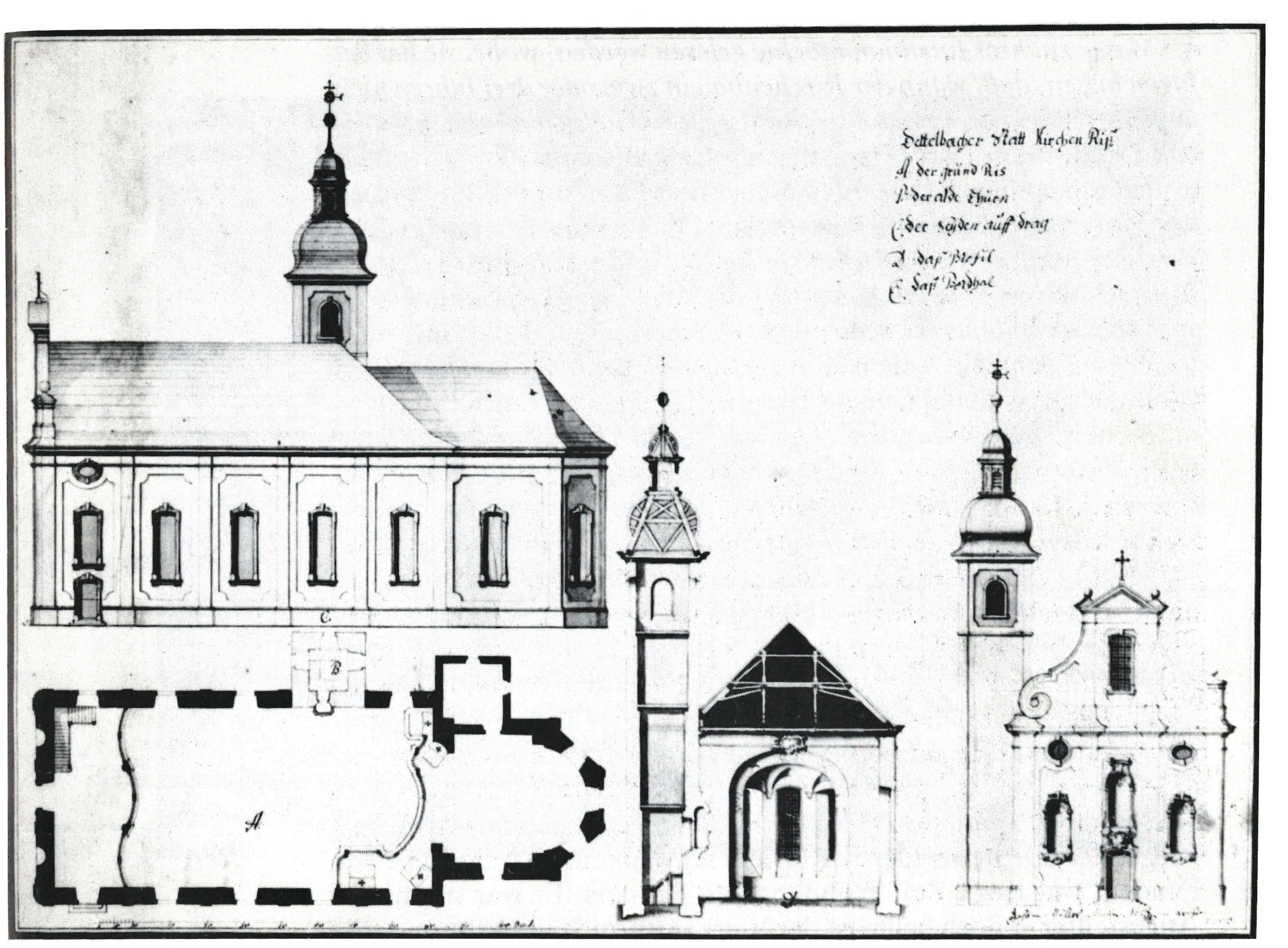
Risszeichnung des geplanten Umbaus von 1753

Dettelbach besaß also spätestens im 13. Jahrhundert einen eigenen Vikar, der in den folgenden Jahrhunderten weitere Förderung erhielt. 1429 mussten die Pfründe für den Vikar erneuert werden, 1431 ergänzte Caspar von Tettelbach eine Mittelmesse, die noch im selben Jahr von Bischof Johann II. von Brunn bestätigt wurde. Ab circa 1460 wurde Dettelbach vorübergehend Sitz eines Archidiakons und damit das verwalterische Zentrum für viele Pfarreien. Kitzingen, ursprünglich Hauptort des Archidiakonats, nahm bald die lutherische Lehre an, sodass Dettelbach bis ins 19. Jahrhundert zentraler Ort blieb. → siehe auch: Dekanat Dettelbach
Das Präsentationsrecht hatte im ausgehenden Mittelalter die Familie der Ritter von Dettelbach inne. Auf sie geht wohl auch die Initiative zum Bau des heutigen Gotteshauses zurück. Bereits um 1444 hatte man mit dem Neubau einer Kirche begonnen. Der heute noch erhaltene, mächtige Vierkantturm entstammt dieser ersten Bauperiode. Bereits 1489 wurde der heutige Ostchor angelegt. Er wurde am 11. August 1489 geweiht, wie eine Inschrift bestätigt. Wenige Jahre später begann der Bau des Gewölbes. Bis 1503 war die heute noch bestehende Kirche vollendet, wobei 1578 der kleinere Rundturm angebaut wurde.
Lange Zeit blieb Dettelbach dennoch Filiale von Prosselsheim und wurde erst am 28. November 1465 eigenständig. Mit dem Beginn der Wallfahrt zur Maria-im-Sandkirche am Stadtrand richtete man eine weitere Vikarstelle ein. Im 16. Jahrhundert breitete sich allerdings in Dettelbach der Protestantismus aus. Viele Dettelbacher besuchten den Gottesdienst in Schernau. Erst die Zwangsmaßnahmen des Würzburger Fürstbischofs Julius Echter von Mespelbrunn führten zu einer Rückkehr der Bevölkerung zur katholischen Religion.
Im ausgehenden 17. und 18. Jahrhundert blühte die Pfarrei auf. Immer mehr Orte wurden zu Filialen von Dettelbach gemacht. Bereits 1695 war eine Corporis-Christi-Bruderschaft gegründet worden. 1753 plante man sogar, nach Plänen von Johann Michael Fischer, die Kirche im Stil des Barock vollständig umzugestalten. Nur der Geldmangel verhinderte die Umsetzung. Die Kirche wurde mehrmals dem Zeitgeschmack angepasst und im Inneren umgestaltet. Im 19. Jahrhundert schaffte man neogotische Altäre an, die in den 1960er Jahren, bei einer Erneuerung durch Hans Döllgast, wieder entfernt wurden. Unter Leitung des Domkapitulars Jürgen Lenssen wurde das Innere bis 2011 letztmals erneuert, was den Verlust von Döllgasts Gestaltung und der Chorfenster von Carl Clobes zur Folge hatte.

## Architektur

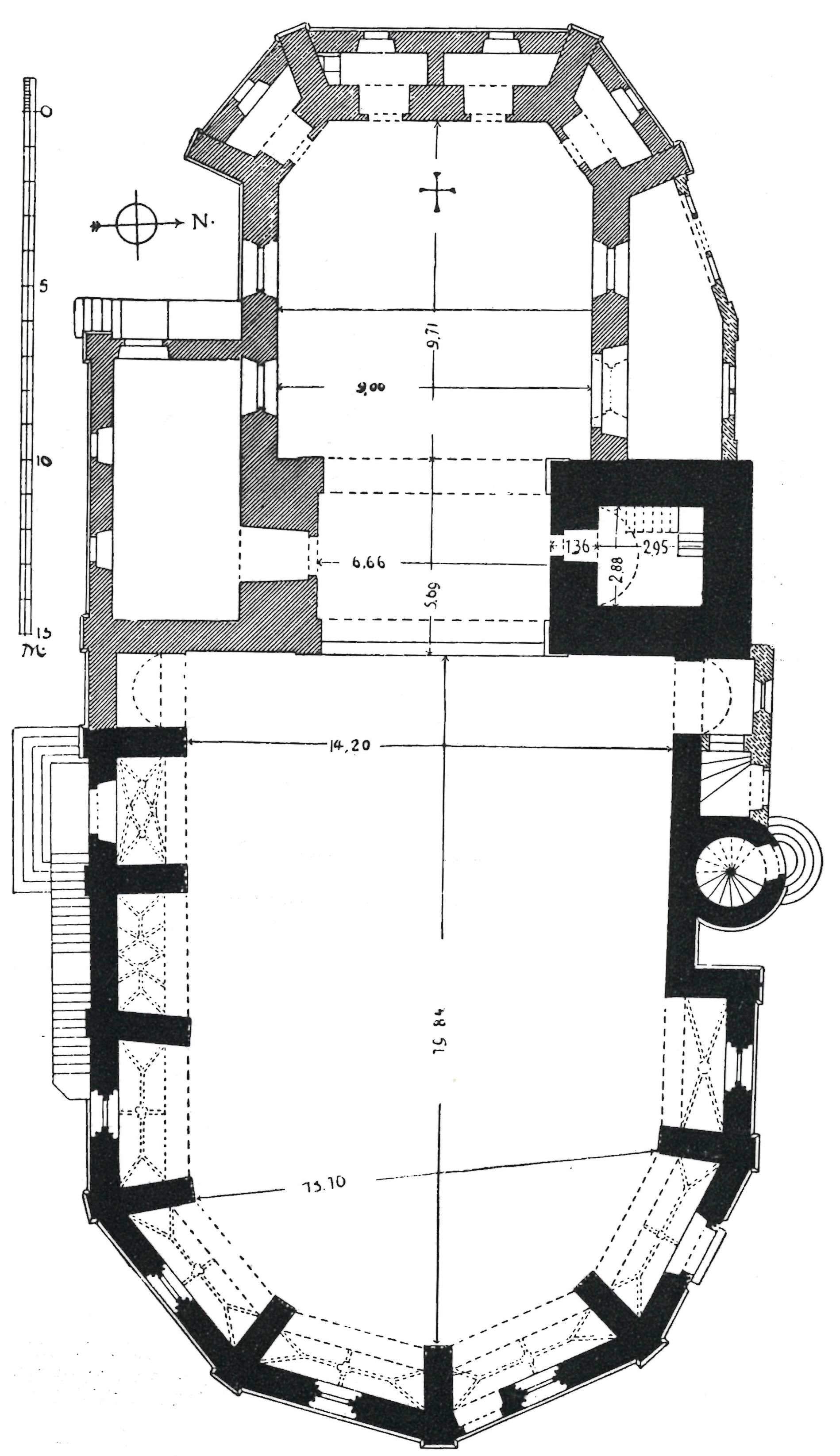
Grundriss der Augustinuskirche

Die Dettelbacher Augustinuskirche präsentiert sich heute als unregelmäßige Anlage mit östlichem Polygonalchor. Die häufigen Umbauten sind an der Bausubstanz noch erkennbar. Der Chorraum nimmt große Teile der Anlage ein, daneben existiert ein kürzerer Westchor. Beide Elemente sind über einen Gang verbunden. Ältestes Teil ist der große Rechteckturm aus der Zeit um 1444, der auf der Nordseite an den Verbindungsgang angebaut wurde. Der kleinere Rundturm lehnt sich an die Nordseite des Ostchores an. Das Gotteshaus erhebt sich auf einer Kirchenzinne, die in Richtung Markt gemauert wurde. Das Gotteshaus bildet einen der Mittelpunkte des Ensembles Altstadt Dettelbach und ist ein eingetragenes Baudenkmal. Untertägige Reste sind als Bodendenkmal vermerkt.
Der Ostchor mit seinen vierbahnigen Maßwerkfenstern entstand am Ende des 15. Jahrhunderts. Der Chor wird durch mehrere Strebepfeiler gegliedert. Im Inneren prägen mehrere kleine Gebetsnischen den Chor, die ursprünglich mit jeweils einem Altar belegt waren. Sie sind auch äußerlich in Form von niedrigen Anbauten sichtbar. Der Westchor besitzt ebenfalls Strebepfeiler, die Fenster sind allerdings wesentlich schlichter gestaltet. Die westliche Seite wird heute von einem Rundfenster geprägt. Im Zuge der Renovierung brachte man im 21. Jahrhundert einen gläsernen Anbau vor der Westseite der Kirche an.
Geprägt wird das Gotteshaus von seinen beiden ungleichen Türmen. Der ältere Glockenturm besitzt sieben Geschosse, das Dachgeschoss ist etwas breiter als die übrigen und kragt leicht vor. Hier ist auch die Turmuhr zu finden. Das fünfte Geschoss beinhaltet die Glockenstube. Der Turm schließt mit einer schlichten Schieferhaube ab. Der große Turm ist über einen hölzernen, überdachten Steg mit dem niedrigeren Rundturm weiter westlich verbunden. Eine Erzählung geht davon aus, dass dieser Turm entstand, weil die Dettelbacher bei ihrem Glockenturm die Stiege vergaßen. In den Türmen lebte lange Zeit der Türmer.

## Ausstattung

### Triegel-Altar

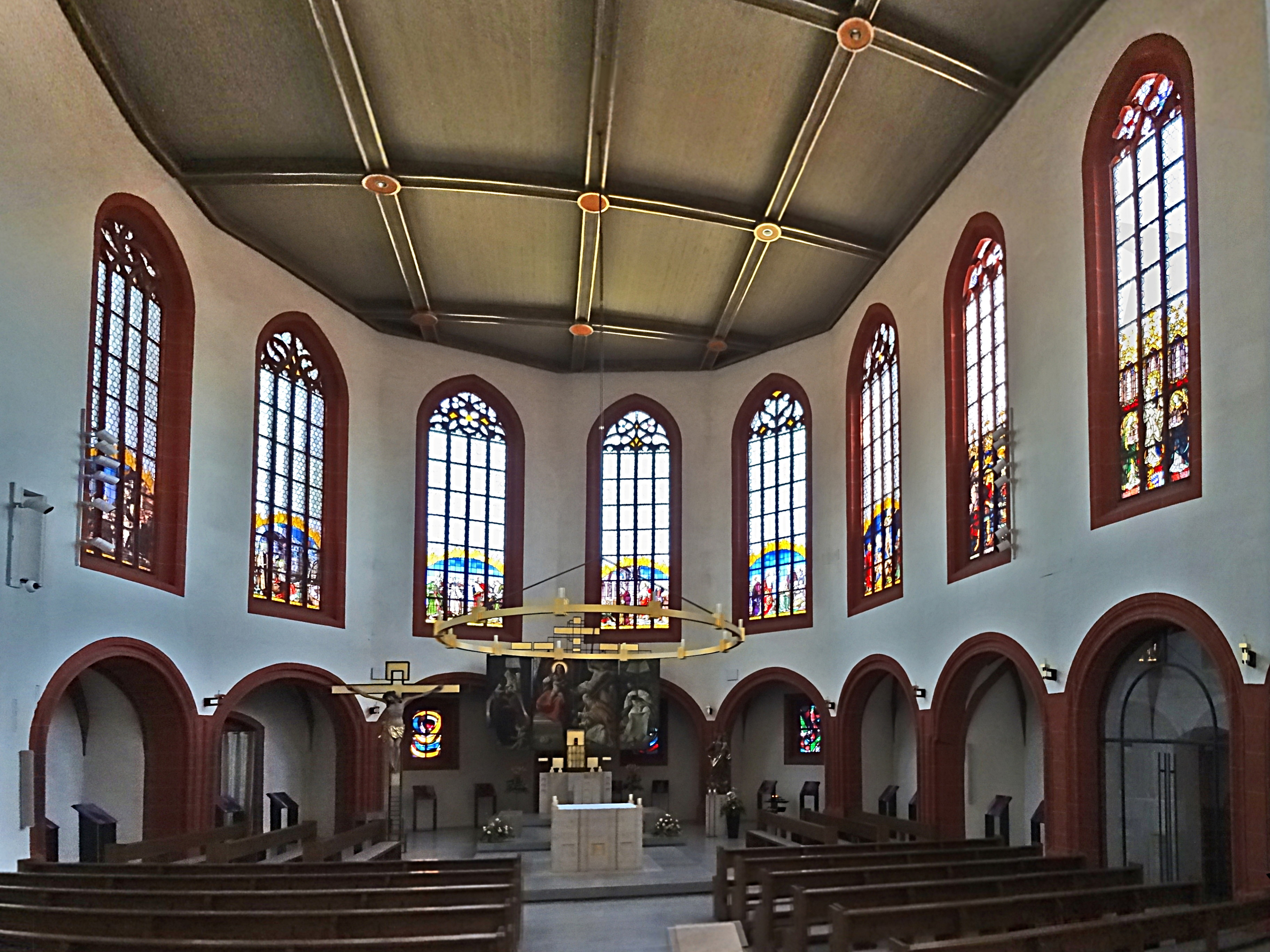
Innenansicht

Seit 2011 bildet der Flügelaltar von Michael Triegel den Mittelpunkt des Kircheninneren. Er wurde am 28. August 2011, dem Jahrestag des heiligen Augustinus eingeweiht. Drei Szenen aus dem Leben des heiligen Augustinus sind im geöffneten Zustand des Altars zu erkennen. Ist der Altar geschlossen, präsentiert sich dem Betrachter lediglich eine alte, morsche Tür in einer ruinösen Mauer, durch deren Bretter ein Lichtschein fällt. Der Schatten des Gekreuzigten ist vor der Tür wahrzunehmen. Die Darstellungen Triegels orientieren sich an den Meistern der italienischen Renaissance bzw. des Manierismus.
Der rechte Flügel des Altars zeigt Augustinus als jungen Mann. Zu seinen Füßen sind mehrere Klassiker der Philosophie ausgebreitet. Unter den aufgeschlagenen Werken sind Platon und Plotin, daneben ist eine armillarische Sphäre zu erkennen. Die Erkenntnis wird durch das auf einem Feigenbaum liegende Buch der Paulusbriefe symbolisiert. Der linke Altarflügel zeigt Augustinus im Mannesalter. Er wird von einem Kind am Meer darauf hingewiesen, dass es ihm nicht gelingen wird die Geheimnisse der Dreifaltigkeit zu begreifen. Die Grenzen des Erkennens sind durch einen schwarzen Schleier dargestellt, hinter dem Vater und Sohn erkennbar werden.
Auf dem Mittelteil wird Augustinus als gealterter Mann zwischen Maria und dem Gekreuzigten gezeigt. Jesus, zugleich auf dem Schoss Mariens, zielt mit dem Pfeil der göttlichen Liebe auf den Heiligen. Statt eines Bischofsstabes hält Augustinus einen schlichten Pilgerstock in der Hand, der sein Attribut als Heiliger, das brennende Herz, durchschneidet. Die Mitra des Bischofs wird von einem Kind gehalten. Der Heilige erscheint im Anblick der Göttlichkeit als Mensch. Auf dem Sockel sind die lateinischen Verse des Augustinus zu erkennen: „VITA NOSTRA DILECTIO/ EST · SI VITA DILECTIO/ MORS ODIUM EST“ (lat. Unser Leben ist Liebe. Wenn das Leben Liebe ist, ist Hass der Tod).

### Orgel
Im Jahr 2013 erhielt die Kirche eine neue Orgel, da bei Renovierungsarbeiten festgestellt worden war, dass die bisherige Orgel in einem derart schlechten Zustand war, dass eine Reparatur nicht mehr sinnvoll erschien. Die neue Orgel wurde erbaut von der Firma Franz Heissler GmbH
aus Bad Mergentheim-Markelsheim. Dabei wurde das Material eines Instruments verwendet, das zuvor im Kilianeum zu Würzburg stand und dort nicht mehr gebraucht wurde.

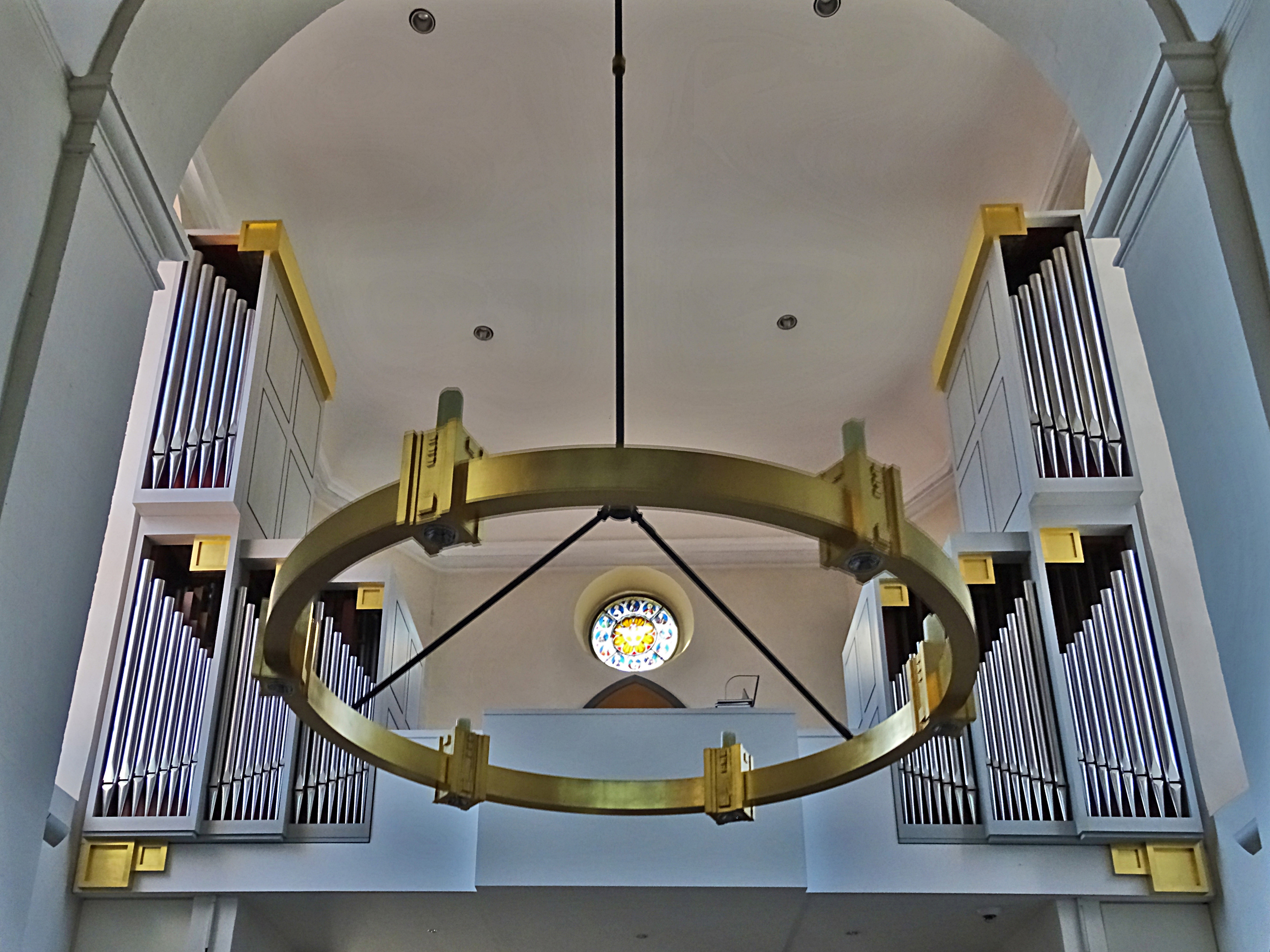
Heissler-Orgel

Disposition
| I Hauptwerk C–g3 |             |       |
| 1.               | Principal   | 8′    |
| 2.               | Gamba       | 8′    |
| 3.               | Koppelflöte | 8′    |
| 4.               | Octav       | 4′    |
| 5.               | Spitzflöte  | 2′    |
| 6.               | Mixtur IV   | 1 ⁄3′ |
| 7.               | Trompete    | 8′    |

| II Schwellwerk C–g3 |                |       |
| 8.                  | Holzgedackt    | 8′    |
| 9.                  | Rohrflöte      | 4′    |
| 10.                 | Sesquialter II | 2 ⁄3′ |
| 11.                 | Principal      | 2′    |
| 12.                 | Quinte         | 1 ⁄3′ |
|                     | Tremulant      |       |

| Pedal C–f1 |               |     |
| 13.        | Subbass       | 16′ |
| 14.        | Principalbass | 8′  |
| 15.        | Nachthorn     | 4′  |
| 16.        | Posaune       | 16′ |
| 17.        | Trompete      | 8′  |

### Glocken
Im großen Turm von St. Augustinus hängen fünf Glocken aus Bronze, von denen die größeren vier das Hauptgeläute bilden. Die kleinste wird nur als Schlagglocke verwendet und hängt im Turmhelm. Die größte Glocke von 1725 wurde von Johann Adam Roth, Würzburg gegossen. Sie wurde, nach Beschlagnahme während des Zweiten Weltkriegs, auf dem Glockenfriedhof zu Hamburg 1947 wiedergefunden und zurückgebracht. Die Glocken 2 bis 4 entstanden zu unterschiedlichen Zeiten in der Glockengießerei Mabilon in Saarburg.
| Nr. | Name                                                                                          | Jahr | Durchmesser | Masse     | Schlagton | Inschrift |
| --- | --------------------------------------------------------------------------------------------- | ---- | ----------- | --------- | --------- | --- |
| 1.  | "Bürgerglocke" Hlgst. Dreifaltigkeit, Hll. Maria, Petrus und Paulus, Augustinus und Sebastian | 1725 | 1480 mm     | > 2000 kg | c′        | „In honorem SS: Trinitatis B. M. Virginis natae SS. Apostolorum Petri et Pauli SS. Augustini et Sepastiani im 1725. Iahr da Herr Ich Michael Wegler Pfarrer und Herr Ich: Carl. Ebe.l.in Keller war dann Herr Ich Michael Schumann das Burgermeisterambt genoss mich Ich Adam Poth in Wurzb. coss. – Dissipo – Fulmina \| Conjungo – Christicolaas \| Planco – Funera \| Denuntio – Festa \| Mando – Preces -“ (Zu Ehren der Allerheiligsten Dreifaltigkeit, der seligen Jungfrau Maria, der heiligsten Apostel Petrus und Paulus, der Heiligen Augustinus und Sebastianus… \| Ich zerstreue die Blitze, ich versammle die Gläubigen, ich beklage die Leichenbegräbnisse, ich verkünde die Feste, ich übermittle die Gebete) |
| 2.  | Hl. Sebastian                                                                                 | 1954 | 1250 mm     | 1225 kg   | e′        | „Hl. Sebastianus Erhalte unserer Stadt Dettelbach Glauben und Frieden! Im Marianischen Jahr 1954“ |
| 3.  | Hl. Augustinus                                                                                | 1952 | 1040 mm     | 695 kg    | g′        | „Im Kriege verloren, durch Wohltaten geboren! Dettelbach 1952“ |
| 4.  | Hll. Sebastian und Josef                                                                      | 1926 | 930 mm      | 500 kg    | a′        | „Hl. Sebastianus Bitte für unsere Stadt und alle ihre Bewohner – :Eugen Fleischer, Kirchenpfleger 1926“ |
| 5.  | (Schlagglocke)                                                                                | 1949 | 730 mm      | 240 kg    | cis″      | „Gestiftet von den Bürgern der Stadt Dettelbach 1949 – Frieden den Menschen auf Erden“ |

### Weitere Ausstattung

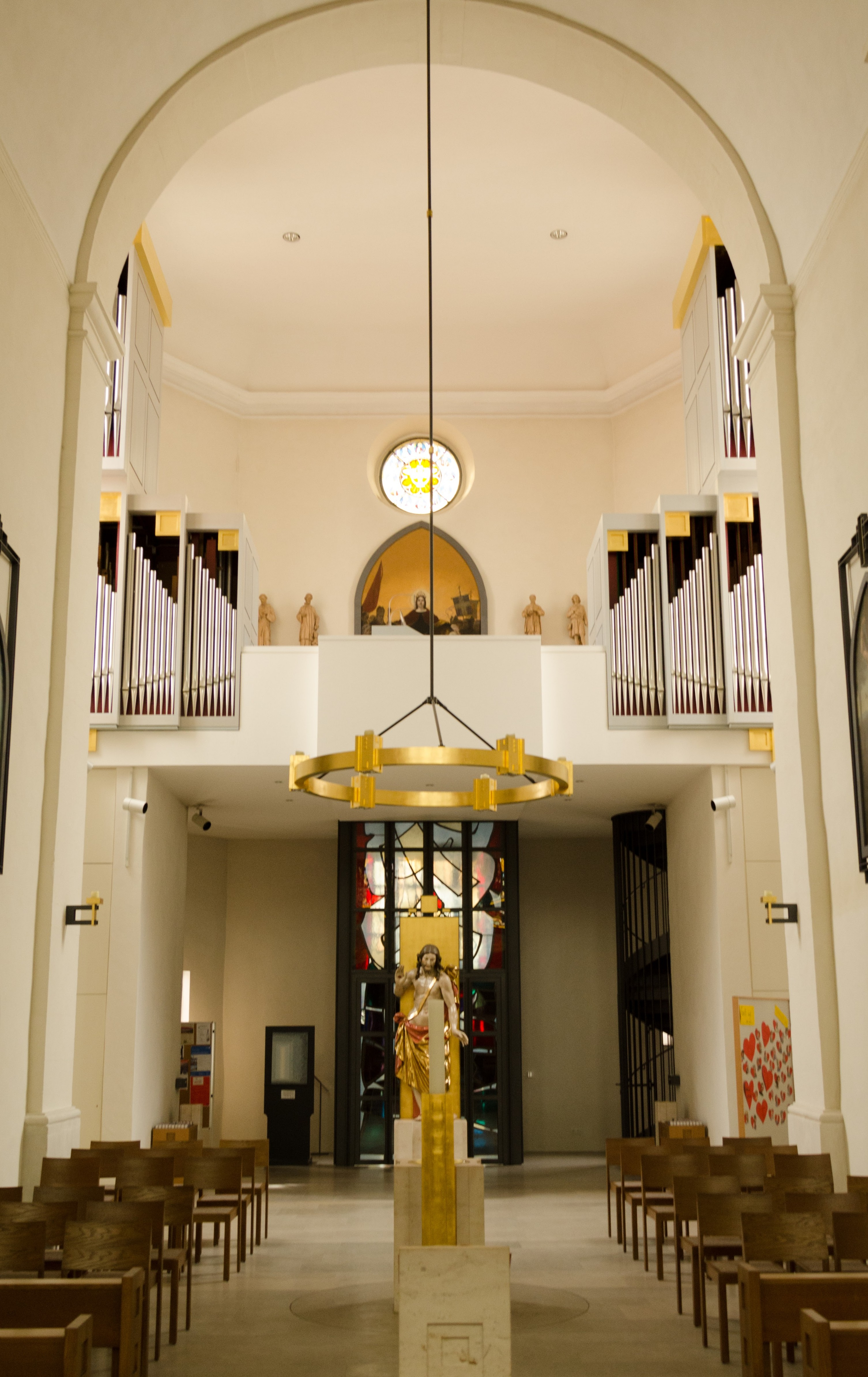
Das Kircheninnere mit Blick zur Orgel

Die Umgestaltung von 2011 prägt die Ausstattung der Augustinuskirche. Durchzogen wird das Kirchenschiff von mehreren modernen Sockeln und stählernen Aufbauten, die vom Würzburger Domkapitular Jürgen Lenssen geschaffen wurden. Im Westchor entfernte man zunächst die hier eingezogene Empore, um den Raum in seiner Höhe wieder erfahrbar zu machen. Hier fand auch das älteste erhaltene Stück Aufstellung. Es handelt sich um eine gotische Figur des heiligen Sebastian, des Dettelbacher Stadtpatrons.
Aus dem 18. Jahrhundert stammt dagegen die Figur des segnenden Christus, der in Richtung des Ostchores platziert wurde. Die Figur kam wohl zwischen 1767 und 1774 nach Dettelbach und überstand die Entfernung der barocken Elemente 1889 durch einen Zufall. Die an den Chorseitenwänden aufgestellten Heiligenfiguren bildeten dagegen Zierelemente der neogotischen Altäre. Im heute wieder als Chorraum genutzten Ostchor wurden ebenfalls Überreste der einstigen Ausstattung genutzt. Die Chorfenster wurden 2011 aus Belgien zugekauft. Sie erinnern an die 1967 im Westchor verbauten Fenster von Carl Clobes, aus deren Fragmenten der neue Windfang gestaltet wurde.

## Vikare und Pfarrer
Die Pfarrer der Augustinuskirche sind ab der Mitte des 17. Jahrhunderts nahezu vollständig überliefert. Zuvor ist es dem Überlieferungszufall geschuldet, ob die Namen einzelner Priester bekannt sind. Ab der Mitte des 16. Jahrhunderts mussten die Pfarrer wohl häufig ausgewechselt werden, weil auch unter den Kirchenmännern viele dem Protestantismus nahestanden. Im Jahr 1572 sind drei Pfarrer nachweisbar. In der Nachkriegszeit übernahmen die Franziskaner des Klosters in Dettelbach die Seelsorge, seit deren Abzug aus dem Dettelbacher Franziskanerkloster 2017 obliegt die Pfarrseelsorge wieder einem Priester der Diözese Würzburg.

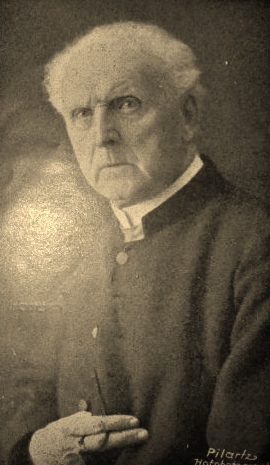
Der Dettelbacher Pfarrer Friedrich Roth

| Name                       | Amtszeit       | Anmerkungen |
| -------------------------- | -------------- | --- |
| N. Wachsmut                | um 1391        | Vikar |
| Johann Buchner             | um 1429        | Vikar |
| Nicolaus Hiltprant         | um 1465        | erster Pfarrer von St. Augustinus |
| Georg Jeger                | um 1549        | |
| Georg Mayer                | um 1572        | |
| Peter Trumpheupel          | 1572           | |
| Peter Jakob am Linden      | um 1572        | |
| Kilian Rosen               | 1574           | |
| Balthasar Heidt            | 1574           | |
| Johann Molitor             | um 1601        | Pfarrverwalter, später Stiftspropst von Heidenfeld und Triefenstein                                                                   |
| Zacharias Söllner          | 1642–1646      | |
| Leonhard Hausherr          | 1653–1672      | |
| Christoph Werner           | 1672–1681      | |
| Johann Georg Gerstenberger | um 1681        | |
| Albertus Drescher          | um 1688        | |
| Johann Martin Triblor      | 1694–1703      | |
| Johann Michael Wegler      | 1703–1724      | |
| Franz Adam Licht           | 1725–1749      | |
| Johann Jakob Isi           | 1749–1754      | |
| Jakob Johann Golch         | 1754–1759      | |
| Johann Konrad Lehmann      | 1759–1765      | |
| Johann Simon Reuß          | 1766–1794      | |
| Christoph Anton Fesel      | 1795–1804      | |
| Andreas Schwinn            | 1804–1808      | |
| Valentin Knies             | 1808–1809      | Pfarrverwalter |
| Georg Michael Stang        | 1809–1842      | * 6. Januar 1769 in Großwenkheim, Dr. phil., † 21. August 1842 in Dettelbach                                                          |
| Franz Josef Löffler        | 1842–1885      | * in Darstadt, Dechant und Geistlicher Rat                                                                                            |
| Friedrich Roth             | 1885–1895      | * 1847 in München, zuvor Pfarrer von Meiningen, danach Pfarrer von Bad Kissingen, päpstlicher Geheimkämmerer, † 1927 in Bad Kissingen |
| Konrad Lippert             | 1896–1925      | * 25. Januar 1847 in Thalau, Prälat, Bischöflicher Geistlicher Rat, Grabesritter, Ehrenbürger, † 18. Juli 1925 in Königsberg          |
| Johannes Kahl              | 1925–1936      | * 5. Januar 1870 in Kitzingen, † 9. April 1937 in Elfershausen                                                                        |
| Burkard Weissenberger      | 1937–1959      | * 20. Juni 1885 in Güntersleben, Dekan, Ehrenbürger, † 2. Juni 1962 in Astheim                                                        |
| Wilhelm Görlich            | 1959–1964      | * 15. März 1903 in Stolzmütz (heute Tłustomosty), zuvor Erzpriester in Oppeln, † 1993 in Veitshöchheim                                |
| Raymund Link               | 1965–1979      | OFM, Dettelbacher Franziskanerkloster                                                                                                 |
| Raphael Konrad             | 1979–nach 1984 | * 1937, OFM, Dettelbacher Franziskanerkloster, später Vikar des Klosters Dietfurt                                                     |
| Egino Puff                 | gen. 2002–2005 | OFM |
| Uwe Hartmann               | 2017–2022      | * 1968, zuvor Pfarrer in Kahl am Main, † 2022                                                                                         |
| Nicolas Kehl               | seit 2024      | * 1989, zuvor Pfarrvikar in Kitzingen                                                                                                 |